# NGC 83
NGC 83 ist eine linsenförmige Galaxie vom Hubble-Typ S0 im Sternbild Andromeda. Sie ist schätzungsweise 281 Millionen Lichtjahre von der Milchstraße entfernt und hat einen Durchmesser von etwa 125.000 Lichtjahren.

Im selben Himmelsareal befinden sich u. a. die Galaxien NGC 80, NGC 81, NGC 85, IC 1546, die wahrscheinlich alle miteinander gravitativ gebunden sind.
Das Objekt wurde am 17. August 1828 von dem britischen Astronomen John Herschel entdeckt.